# 江屯镇
江屯镇，是中华人民共和国广东省肇庆市广宁县下辖的一个乡镇级行政单位。
2012年1月11日，广东省民政厅批复同意撤销联和镇，将其行政区域并入江屯镇。调整后江屯镇辖1个社区居委会和18个村委会，镇人民政府驻原江屯镇人民政府驻地。

## 行政区划
江屯镇下辖以下地区：
江屯社区、红旗村、江联村、营岗村、江合村、新坑村、坑口村、大连村、义和村、水月村、河口村、联华村、塘角村、联星村、带心村、石坳村、明星村、大迳村和白带村。